# Lepturges laeteguttatus
Lepturges laeteguttatus es una especie de escarabajo longicornio del género Lepturges, categorizada en la tribu Acanthocinini, de la subfamilia Lamiinae. Fue descrita por Bates en 1885.

## Descripción
Mide 4,7 mm de longitud.

## Distribución
Se distribuye por Costa Rica y Panamá.